# Finkenherd 1 (Quedlinburg)
Das Haus Finkenherd 1 ist ein aus dem Spätmittelalter stammendes, seit den 1970er Jahren denkmalgeschütztes Gebäude in der Stadt Quedlinburg in Sachsen-Anhalt und gehört zum UNESCO-Weltkulturerbe. Es steht zwischen den Straßen Finkenherd und Gildschaft im Verbund mit den Häusern Finkenherd 2 bis 4.

## Lage
Der historische Fachwerkbau befindet sich an der Nordseite des Quedlinburger Schlossbergs im Stadtteil Westendorf. Das Umfeld des Hauses gilt einer Sage nach als die Stelle, an der der Sachsenherzog Heinrich während des Vogelfangs davon Kenntnis erhielt, dass er zum deutschen König gewählt wurde. Das Haus stellt den nördlichen Kopfbau der aus den Häusern Finkenherd 1, 2, 3 und Finkenherd 4 bestehenden Häuserzeile dar. Es ist ein Baudenkmal.

## Architektur und Geschichte

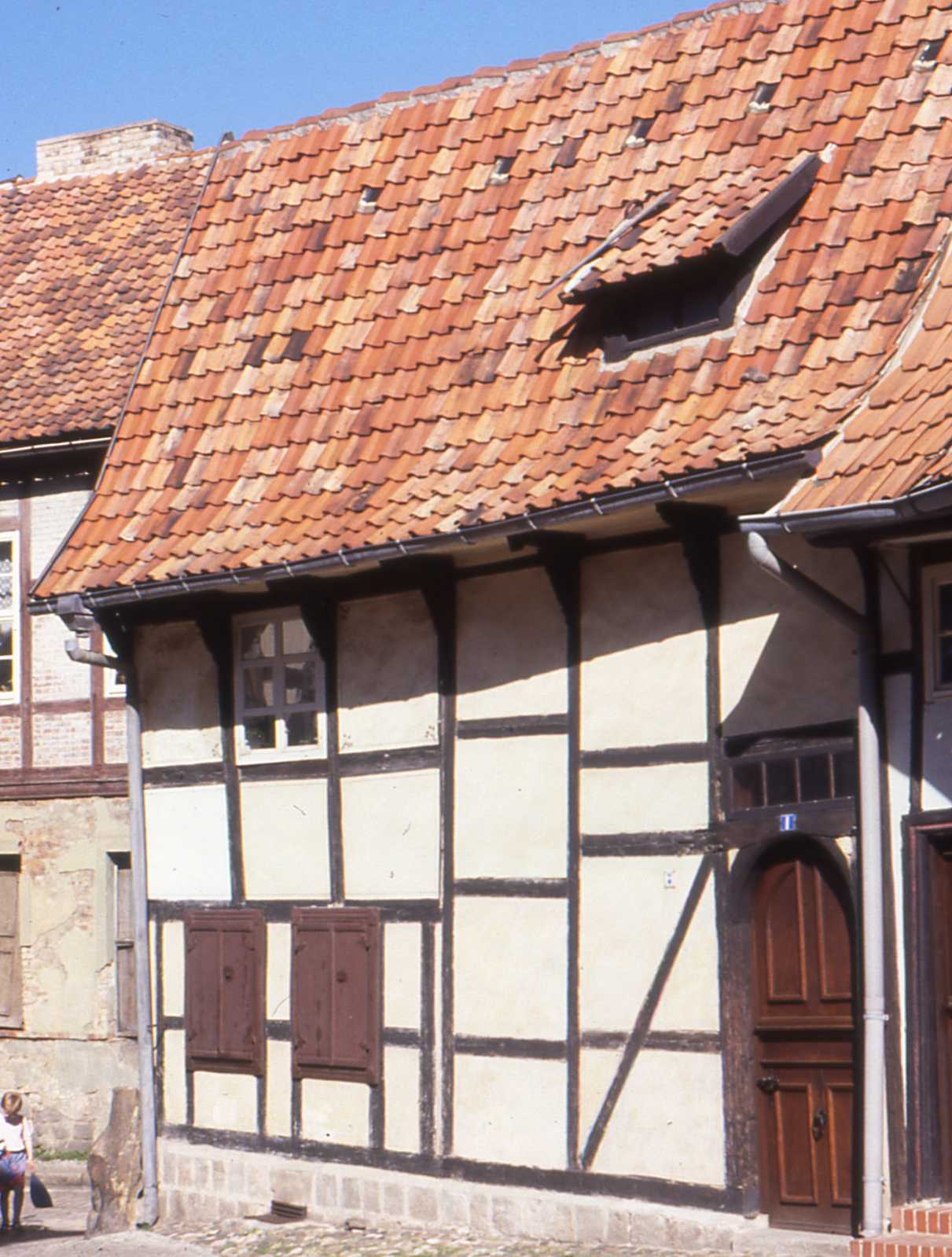
Westseite, 1990

Das kleine Fachwerkhaus entstand in der Zeit nach 1530, andere Quellen vermuten die Zeit um 1520 bis 1540 oder bereits  um 1500 als Bauzeit. Zuvor befand sich an dieser Stelle der Kirchhof des Sankt-Johannis-Hospitals. Auf der Westseite des Geschossbaus ragt das steile Satteldach über die Fassade hinweg in den Straßenraum. Das vorhandene Dach entstand vermutlich in der Zeit des Barock und ist als Sparrendach mit einem Hahnenbalken ausgeführt.
Die Fachwerkständer des Gebäudes umfassen beide Geschosse. Zwischen den Ständern sorgen gezapfte bzw. verblattete und zum Teil mit Holznägeln gesicherte Streben für die Steifigkeit der Konstruktion. Im Fachwerk kommen Bügen zum Einsatz. Das Haus steht auf einem Sandsteinsockel. Der Giebel an der Nordseite des Hauses verfügt über Hochständer, welche ursprünglich durch zwei schräg verlaufende Streben gestützt wurden. Die östliche Strebe wurde in der Zeit des Barock stark gekürzt, weil in die Ostseite des Giebels ein Fenster eingefügt wurde. In der Bauzeit waren die Gefache mit einem Geflecht aus Strohlehm ausgefüllt. Der Giebel erhielt dann eine Ausmauerung. Vermutlich wurde auch das Fachwerk des Giebels, bis auf die Giebelspitze, im Barock erneuert, wobei Hölzer verwendet wurden, die zuvor bereits anderweitig verbaut waren. Der Südgiebel stellt zugleich die Trennwand zum Haus Finkenherd 2 dar.
Auch an der Westfassade wurden durch den späteren Einbau von zwei kleinen Fenster die aus der Bauzeit stammenden Ständer verkürzt. In dieser Wand finden sich zwischen den Ständern und den Deckenbalken profilierte Kopfbänder. Bemerkenswert sind die aus der Barockzeit stammenden Fensterflügel mit ihren floral verzierten Eckwinkelbändern und Stützkloben. Auch die auf der rechten Seite befindliche Eingangstür weist Merkmale des Originalzustandes mauf. Der Türsturz ist rundbogig und gefast, darüber hinaus bestehen zwei seitliche Kopfstreben. Das daran befindliche Türblatt ist ein Nachbau aus dem Jahr 1980.
Die Raumaufteilung sah den Eintritt in die Stube des Hauses bereits im Erdgeschoss vor. Im Ostteil des Hauses befand sich die Küche. In einem Zwischengeschoss waren zwei Kammern untergebracht, die über eine an der Innenseite der Hauswand befestigte Treppe erreichbar war. Auf einer Zeichnung aus dem Jahr 1910 ist dieser Gebäudegrundriss festgehalten.
Im Jahr 1815 wurde der spätere Landschaftsmaler Wilhelm Steuerwaldt im Haus Finkenherd 1 geboren.
Die staatliche Bauaufsicht der DDR ordnete 1973 an, dass das Dach, die Dachrinnen, die Kehlen, die Fenster, die Tür samt Türpfosten sowie die Verputzung der Decken zu erneuern sind.
In den oberen Gefachen befanden sich ursprünglich Bemalungen mit Beistrichen und Begleitstrichen, die wie bei einer Kassetten-Malerei eine optische Tiefe vortäuschen. Kleine gemalte Blüten und Blätter, die auf die Bauzeit datiert werden, schmückten die Ecken. Die Malereien wurden im Jahr 1978 nach festgestellten Befunden erneuert. Eine ähnliche Gestaltung gibt es in Quedlinburg in der Diele des Hauses Neustädter Kirchhof 7.
1983/84 setzte der VEB Denkmalpflege die Häuser Finkenherd 1 und 2 instand. So wurden Teile des Fachwerks und das Innere des Hauses erneuert. Anstelle des Zwischengeschosses wurde eine kleine Galerie eingefügt. Zur Entlastung der Außenwände wurde die erneuerte Geschossdecke auf eigenen Stützen gelagert. Da aufgrund der geringen Raumhöhen die Eignung für Wohnzwecke eingeschränkt ist, dienten die beiden Häusern Verwaltungs- und Studienzwecken der etwas weiter westlich gelegenen Lyonel-Feininger-Galerie.

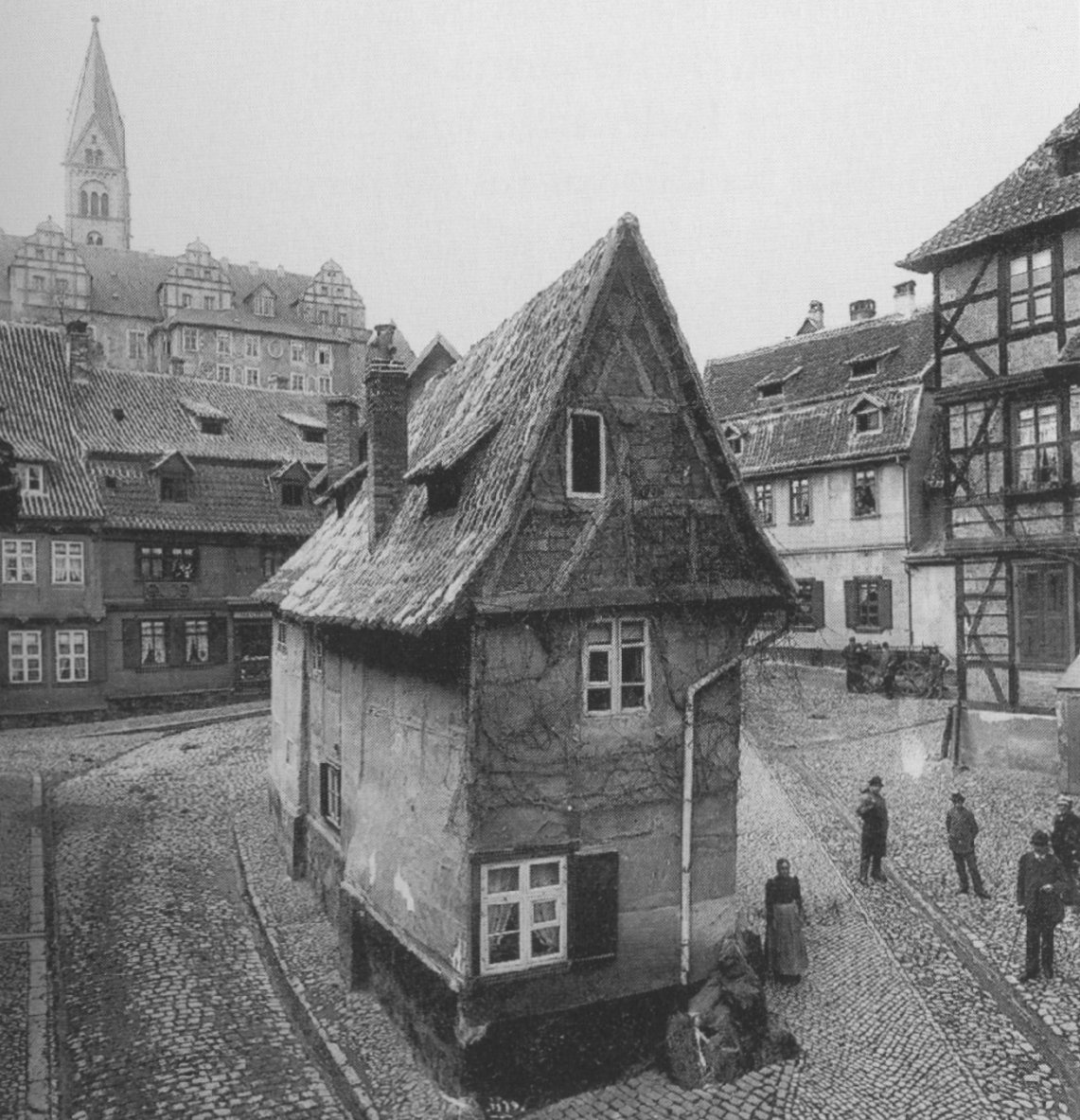
Finkenherd, um 1900
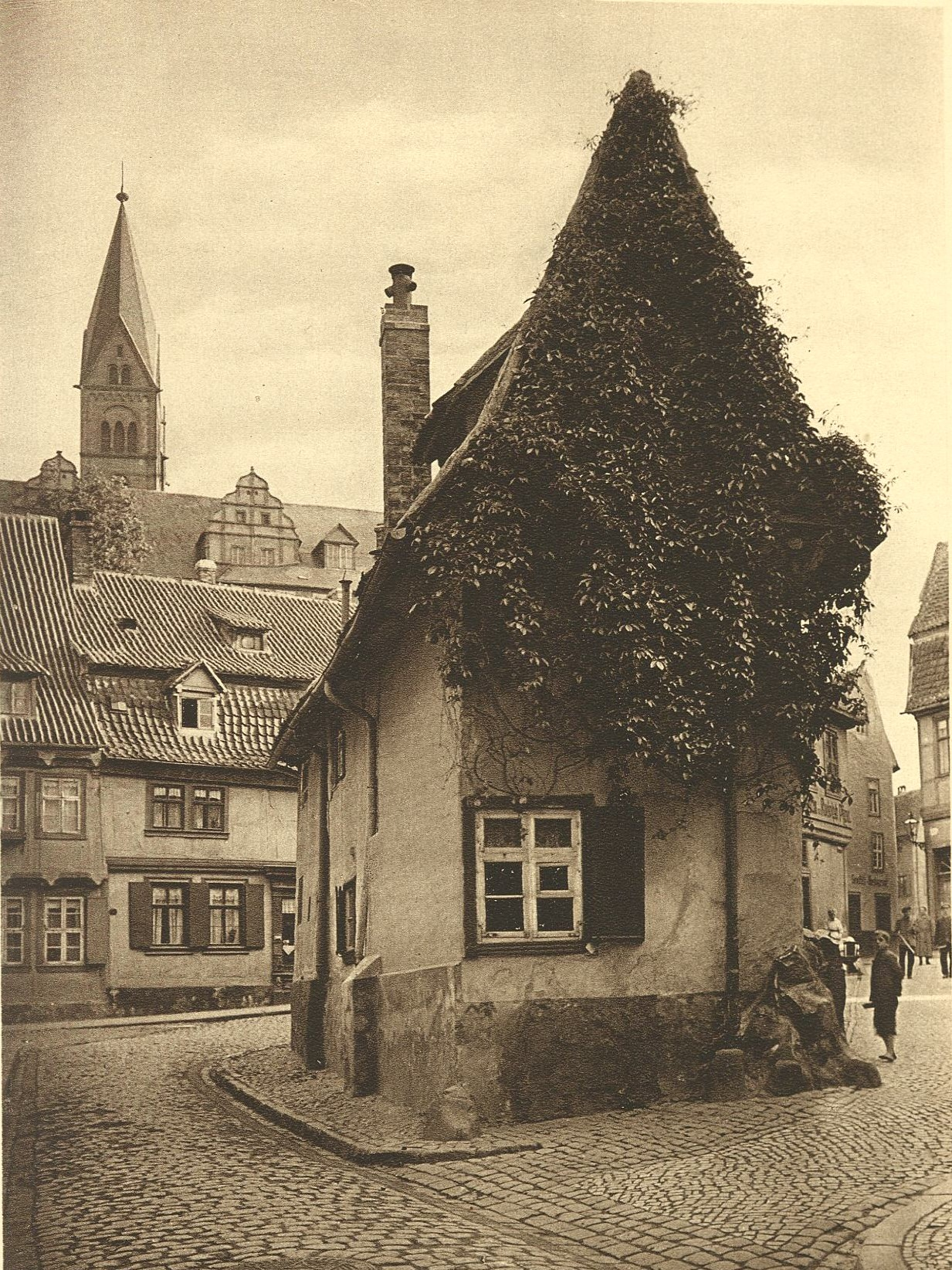
Finkenherd, Buch von 1924
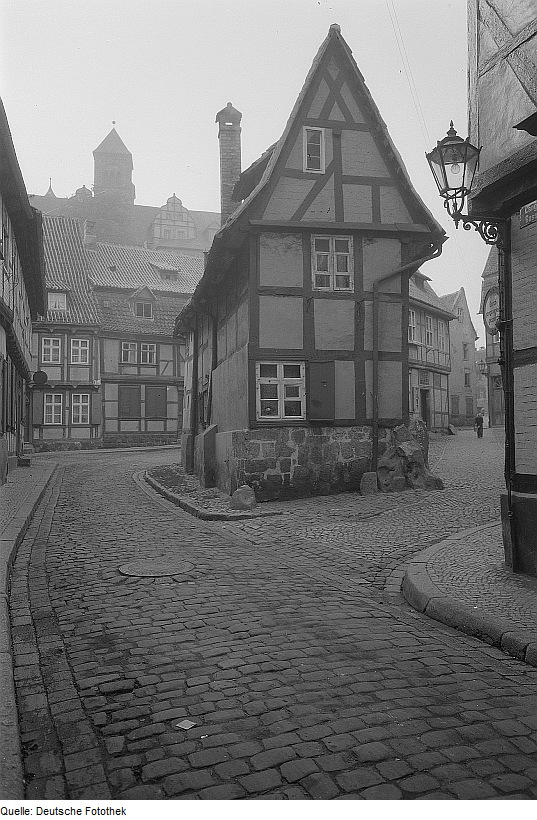
Finkenherd, um 1950
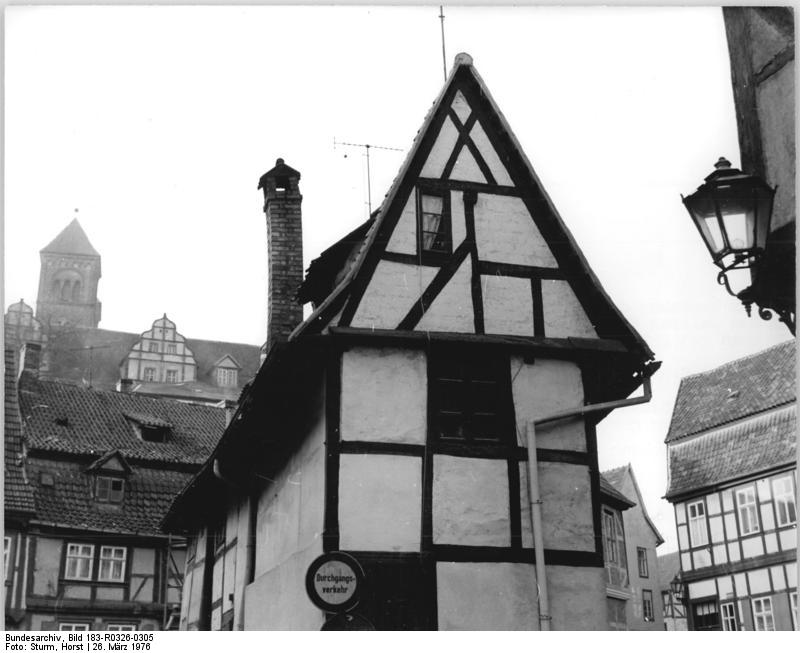
Finkenherd, 1976
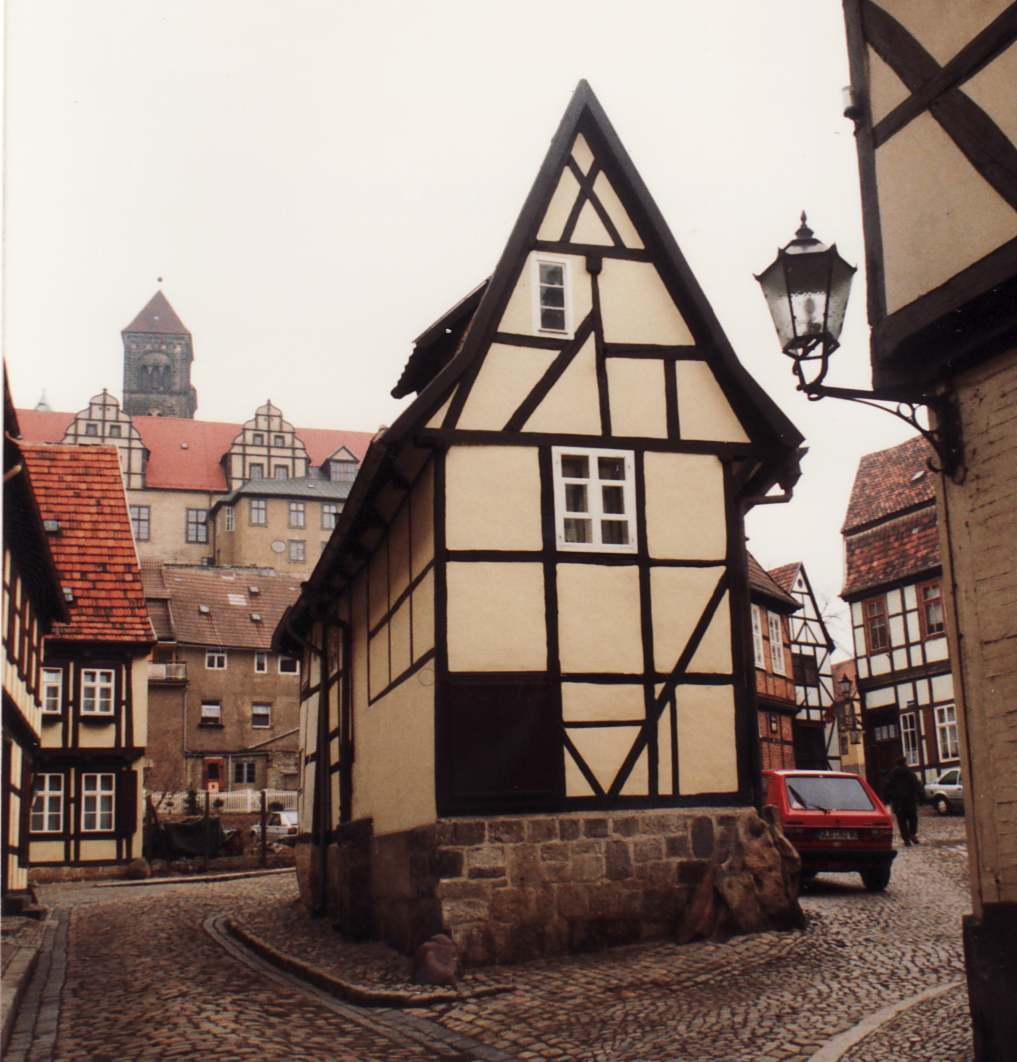
Finkenherd, 1995
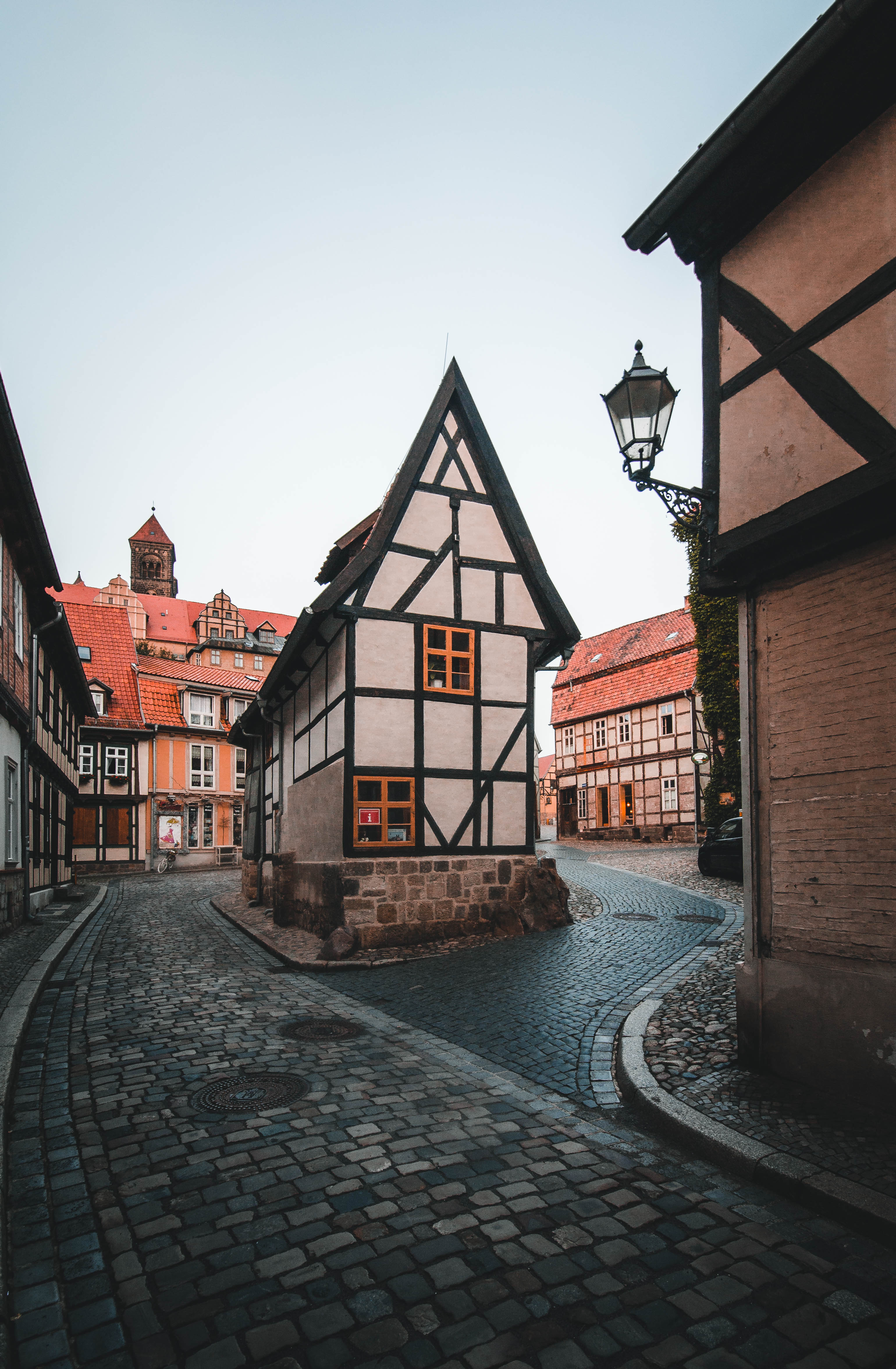
Finkenherd, 2019